# The Omega Man
The Omega Man je americký sci-fi film, který natočil režisér Boris Sagal. Natočen byl podle knihy Já, legenda od Richarda Mathesona a scénář napsali John William Corrington a Joyce Hooper Corrington. Podle stejné knihy byly natočeny také dva další filmy, konkrétně The Last Man on Earth (1964) a Já, legenda (2007). Ve filmu hrají například Charlton Heston, Anthony Zerbe, Rosalind Cash, Lincoln Kilpatrick a další. Na originální hudbě k filmu původně spolupracovali John Cale a Joe Boyd. Boyd později uvedl, že když producentům ukázali část hudby pro desetiminutovou sekvenci, byli zděšení, naopak Cale s Boydem si mysleli, že to bylo perfektní. Hudbu nakonec složil Ron Grainer. Děj snímku se odehrává v letech 1975 a 1977 v Los Angeles. Při natáčení filmu fotografovala Lydia Clarke.